# Enemics
Enemics (castellà: Enemigos) és una pel·lícula de thriller del 2025 dirigida per David Valero. És protagonitzada per Christian Checa i Hugo Welzel. S'ha doblat i subtitulat al català.

## Sinopsi
La trama segueix en Chimo i El Rubio, dos adolescents de barri, víctima i botxí, assetjat i assetjador, que han crescut sent enemics irreconciliables. Un dia, en Chimo té l'oportunitat de venjar-se i decideix dur a terme el seu pla sense imaginar-se les conseqüències que això tindrà a les vides de tots dos.

## Repartiment
- Christian Checa com a Chimo[3]
- Hugo Welzel com a Rubio[3]
- Estefanía de los Santos com a Carmen[4]
- Luna Pamies com a Lola[4]
- Sara Vidorreta[3]
- José María Peinado[3]
- José Manuel Poga[3]

## Producció
El guió va ser escrit per David Valero juntament amb Alfonso Amador. La pel·lícula és una producció d'Amazon MGM Studios i Atípica Films. El rodatge principal va començar l'11 de setembre de 2023 a Alacant.

## Estrena
Enemics es va presentar el març de 2025 al 28è Festival de Cinema de Màlaga en una secció oficial no competitiva. Distribuïda per Vértice 360, la pel·lícula es va estrenar als cinemes espanyols el 9 de maig de 2025. Més endavant, es va incorporar al catàleg de la plataforma Amazon Prime Video.